# Initiative populaire « Droit au travail » (1894)
Cet article concerne l'initiative populaire de 1894. Pour l'initiative homonyme refusée par le peuple en 1946, voir Initiative populaire « Droit au travail » (1946). Pour la liste complète, voir Liste des initiatives populaires en Suisse.
L'initiative populaire  « Droit au travail » est une initiative populaire fédérale suisse, rejetée par le peuple et les cantons le 3 juin 1894.

## Contenu
L'initiative propose de créer un nouvel article dans la Constitution fédérale dans le but d'assurer « le droit à un travail suffisamment rétribué [..] à chaque citoyen suisse ». Pour cela, les initiants proposant d'introduire six mesures qui demandent respectivement de réduire les heures de travail, d'organiser des subventions pour les travailleurs, d'introduire une notion de protection de l'emploi, de créer une assurance chômage, d'assurer et de faciliter la création de syndicats et enfin « d'établir une juridiction officielle des ouvriers vis-à-vis de leurs patrons ».
Le texte complet de l'initiative peut être consulté sur le site de la Chancellerie fédérale.

## Déroulement

### Contexte historique
Cette initiative est la première lancée par le tout nouveau Parti socialiste suisse qui la lance en même temps qu'un projet d'assistance médicale gratuite ; ce dernier ne sera jamais voté par manque de signatures. En parallèle, la droite lance également une initiative visant à redistribuer au cantons une partie du profit des taxes douanières.

### Récolte des signatures et dépôt de l'initiative
La récolte des 50 000 signatures nécessaires a débuté le 10 janvier 1893. L'initiative a été déposée le 29 août de la même année à la chancellerie fédérale qui l'a déclarée valide le 6 octobre.

### Discussions et recommandations des autorités
Le parlement et le Conseil fédéral recommandent le rejet de cette initiative. Dans l'esprit populaire, cette initiative est alors très mal perçue et comprise comme voulant renverser le système en place, pour le remplacer par un système communiste.

### Votation
Soumise à la votation le 3 juin 1894, l'initiative est refusée par la totalité des 19 6/2 cantons et par 80,2 % des suffrages exprimés. Le tableau ci-dessous détaille les résultats par cantons :

## Effets
Quelques années plus tard, le thème du droit au travail sera repris sans succès parmi les demandes du Comité d'Olten. Des initiatives sur ce thème seront à nouveau proposées en votation populaire en 1946 dans une initiative homonyme et en 1947. Dans les deux cas, ces propositions seront largement refusées.